# Jouttineva
Jouttineva este o arie protejată (arie specială de conservare — SAC, sit de importanță comunitară — SCI) din Finlanda întinsă pe o suprafață de 12 ha, integral pe uscat.

## Localizare
Centrul sitului Jouttineva este situat la coordonatele 64°36′11″N 24°33′57″E / 64.6031°N 24.5658°E.

## Înființare
Situl Jouttineva a fost declarat sit de importanță comunitară în august 1998 pentru a proteja 2 specii de plante. Situl a fost protejat și ca arie specială de conservare în aprilie 2015.

## Biodiversitate
Situată în ecoregiunea boreală, aria protejată conține 4 habitate naturale: Mlaștini turboase de tranziție și turbării mișcătoare, Izvoare fino-scandinave și mlaștini produse de izvoare bogate în minerale, Mlaștini alcaline, Mlaștini împădurite.
La baza desemnării sitului se află mai multe specii protejate de  plante (2): Hamatocaulis vernicosus, ochii-șoricelului (Saxifraga hirculus).
Pe lângă speciile protejate, pe teritoriul sitului au mai fost identificate 6 specii de plante.